# Giro di Svizzera 1992
Il Giro di Svizzera 1992, cinquantaseiesima edizione della corsa, si svolse dal 17 al 26 giugno su un percorso di 1 818 km ripartiti in 10 tappe, con partenza a Dübendorf e arrivo a Zurigo. Fu vinto dall'italiano Giorgio Furlan della Ariostea davanti al suo connazionale Gianni Bugno e allo svizzero Fabian Jeker.

## Tappe
| Tappa  | Data      | Percorso                                  | km   | Vincitore di tappa | Leader cl. generale |
| ------ | --------- | ----------------------------------------- | ---- | ------------------ | ------------------- |
| 1ª     | 17 giugno | Dübendorf > Dübendorf                     | 150  | Alessio Di Basco   | Alessio Di Basco    |
| 2ª     | 18 giugno | Dübendorf > Schindellegi                  | 185  | Giorgio Furlan     | Giorgio Furlan      |
| 3ª     | 19 giugno | Pfäffikon > Sciaffusa                     | 166  | Wilfried Nelissen  | Giorgio Furlan      |
| 4ª     | 20 giugno | Sciaffusa > Sciaffusa (cron. individuale) | 32,2 | Gianni Bugno       | Giorgio Furlan      |
| 5ª     | 21 giugno | Neuhausen am Rheinfall > Leibstadt        | 237  | Olaf Ludwig        | Giorgio Furlan      |
| 6ª     | 22 giugno | Zofingen > Payerne                        | 243  | Wilfried Nelissen  | Giorgio Furlan      |
| 7ª     | 23 giugno | Visp > Chiasso                            | 225  | Sean Kelly         | Giorgio Furlan      |
| 8ª     | 24 giugno | Chiasso > La Punt                         | 237  | Éric Boyer         | Giorgio Furlan      |
| 9ª     | 25 giugno | La Punt > Laax                            | 155  | Roberto Pagnin     | Giorgio Furlan      |
| 10ª    | 26 giugno | Laax > Zurigo                             | 188  | Olaf Ludwig        | Giorgio Furlan      |
| Totale | Totale    | Totale                                    | 1818 |                    |                     |

## Dettagli delle tappe

### 1ª tappa
- 17 giugno: Dübendorf > Dübendorf – 150 km

| Pos. | Corridore          | Squadra      | Tempo    |
| ---- | ------------------ | ------------ | -------- |
| 1    | Alessio Di Basco   | Amore & Vita | 3h41'33" |
| 2    | Phil Anderson      | Motorola     | s.t.     |
| 3    | Maurizio Fondriest | Panasonic    | s.t.     |

| Pos. | Corridore          | Squadra      | Tempo    |
| ---- | ------------------ | ------------ | -------- |
| 1    | Alessio Di Basco   | Amore & Vita | 3h41'33" |
| 2    | Phil Anderson      | Motorola     | s.t.     |
| 3    | Maurizio Fondriest | Panasonic    | s.t.     |

### 2ª tappa
- 18 giugno: Dübendorf > Schindellegi – 185 km

| Pos. | Corridore      | Squadra  | Tempo    |
| ---- | -------------- | -------- | -------- |
| 1    | Giorgio Furlan | Ariostea | 4h44'56" |
| 2    | Stephen Roche  | Carrera  | a 30"    |
| 3    | Heinz Imboden  | Subaru   | s.t.     |

| Pos. | Corridore      | Squadra  | Tempo    |
| ---- | -------------- | -------- | -------- |
| 1    | Giorgio Furlan | Ariostea | 8h26'16" |
| 2    | Stephen Roche  | Carrera  | a 36"    |
| 3    | Heinz Imboden  | Subaru   | a 39"    |

### 3ª tappa
- 19 giugno: Pfäffikon > Sciaffusa – 166 km

| Pos. | Corridore         | Squadra    | Tempo    |
| ---- | ----------------- | ---------- | -------- |
| 1    | Wilfried Nelissen | Panasonic  | 4h01'43" |
| 2    | Mario Manzoni     | Gatorade   | s.t.     |
| 3    | Benny Van Brabant | La William | s.t.     |

| Pos. | Corridore      | Squadra  | Tempo     |
| ---- | -------------- | -------- | --------- |
| 1    | Giorgio Furlan | Ariostea | 12h27'59" |
| 2    | Stephen Roche  | Carrera  | a 36"     |
| 3    | Heinz Imboden  | Subaru   | a 39"     |

### 4ª tappa
- 20 giugno: Sciaffusa > Sciaffusa (cron. individuale) – 32,2 km

| Pos. | Corridore      | Squadra  | Tempo  |
| ---- | -------------- | -------- | ------ |
| 1    | Gianni Bugno   | Gatorade | 42'55" |
| 2    | Fabian Jeker   | Helvetia | a 23"  |
| 3    | Giorgio Furlan | Ariostea | a 26"  |

| Pos. | Corridore      | Squadra  | Tempo     |
| ---- | -------------- | -------- | --------- |
| 1    | Giorgio Furlan | Ariostea | 13h10'53" |
| 2    | Gianni Bugno   | Gatorade | a 31"     |
| 3    | Stephen Roche  | Carrera  | a 44"     |

### 5ª tappa
- 21 giugno: Neuhausen am Rheinfall > Leibstadt – 237 km

| Pos. | Corridore            | Squadra   | Tempo    |
| ---- | -------------------- | --------- | -------- |
| 1    | Olaf Ludwig          | Panasonic | 6h08'42" |
| 2    | Michel Zanoli        | Motorola  | s.t.     |
| 3    | Jean-Paul van Poppel | PDM       | s.t.     |

| Pos. | Corridore      | Squadra  | Tempo     |
| ---- | -------------- | -------- | --------- |
| 1    | Giorgio Furlan | Ariostea | 19h20'03" |
| 2    | Gianni Bugno   | Gatorade | a 31"     |
| 3    | Stephen Roche  | Carrera  | a 44"     |

### 6ª tappa
- 22 giugno: Zofingen > Payerne – 243 km

| Pos. | Corridore         | Squadra    | Tempo    |
| ---- | ----------------- | ---------- | -------- |
| 1    | Wilfried Nelissen | Panasonic  | 5h51'53" |
| 2    | Michel Zanoli     | Motorola   | s.t.     |
| 3    | Benny Van Brabant | La William | s.t.     |

| Pos. | Corridore      | Squadra  | Tempo     |
| ---- | -------------- | -------- | --------- |
| 1    | Giorgio Furlan | Ariostea | 25h11'56" |
| 2    | Gianni Bugno   | Gatorade | a 31"     |
| 3    | Stephen Roche  | Carrera  | a 44"     |

### 7ª tappa
- 23 giugno: Visp > Chiasso – 225 km

| Pos. | Corridore           | Squadra       | Tempo    |
| ---- | ------------------- | ------------- | -------- |
| 1    | Sean Kelly          | Festina-Lotus | 6h17'19" |
| 2    | Heinrich Trumheller | Helvetia      | s.t.     |
| 3    | Rolf Aldag          | Helvetia      | a 46"    |

| Pos. | Corridore      | Squadra  | Tempo     |
| ---- | -------------- | -------- | --------- |
| 1    | Giorgio Furlan | Ariostea | 31h30'10" |
| 2    | Gianni Bugno   | Gatorade | a 31"     |
| 3    | Fabian Jeker   | Helvetia | a 1'01"   |

### 8ª tappa
- 24 giugno: Chiasso > La Punt – 237 km

| Pos. | Corridore   | Squadra  | Tempo    |
| ---- | ----------- | -------- | -------- |
| 1    | Éric Boyer  | Z        | 6h44'47" |
| 2    | Beat Zberg  | Helvetia | a 13"    |
| 3    | Greg LeMond | Z        | s.t.     |

| Pos. | Corridore      | Squadra  | Tempo     |
| ---- | -------------- | -------- | --------- |
| 1    | Giorgio Furlan | Ariostea | 38h15'10" |
| 2    | Gianni Bugno   | Gatorade | a 31"     |
| 3    | Fabian Jeker   | Helvetia | a 1'01"   |

### 9ª tappa
- 25 giugno: La Punt > Laax – 155 km

| Pos. | Corridore            | Squadra       | Tempo    |
| ---- | -------------------- | ------------- | -------- |
| 1    | Roberto Pagnin       | Festina-Lotus | 4h07'50" |
| 2    | Stephan Joho         | Ariostea      | s.t.     |
| 3    | Henry Cardenas Orduz | Carrera       | a 6"     |

| Pos. | Corridore      | Squadra  | Tempo     |
| ---- | -------------- | -------- | --------- |
| 1    | Giorgio Furlan | Ariostea | 42h24'14" |
| 2    | Gianni Bugno   | Gatorade | a 31"     |
| 3    | Fabian Jeker   | Helvetia | a 1'01"   |

### 10ª tappa
- 26 giugno: Laax > Zurigo – 188 km

| Pos. | Corridore      | Squadra       | Tempo    |
| ---- | -------------- | ------------- | -------- |
| 1    | Olaf Ludwig    | Panasonic     | 4h35'48" |
| 2    | Mario Manzoni  | Gatorade      | s.t.     |
| 3    | Roberto Pagnin | Festina-Lotus | s.t.     |

| Pos. | Corridore      | Squadra  | Tempo     |
| ---- | -------------- | -------- | --------- |
| 1    | Giorgio Furlan | Ariostea | 47h00'02" |
| 2    | Gianni Bugno   | Gatorade | a 31"     |
| 3    | Fabian Jeker   | Helvetia | a 1'01"   |

## Classifiche finali

### Classifica generale
| Pos. | Corridore           | Squadra                  | Tempo     |
| ---- | ------------------- | ------------------------ | --------- |
| 1    | Giorgio Furlan      | Ariostea                 | 47h00'02" |
| 2    | Gianni Bugno        | Gatorade                 | a 31"     |
| 3    | Fabian Jeker        | Helvetia-Fichtel & Sachs | a 1'01"   |
| 4    | Greg LeMond         | Z                        | a 1'31"   |
| 5    | Beat Zberg          | Helvetia-Fichtel & Sachs | a 1'40"   |
| 6    | Heinrich Trumheller | Helvetia-Fichtel & Sachs | a 2'00"   |
| 7    | Erik Breukink       | PDM-Ultima-Concorde      | a 2'05"   |
| 8    | Éric Boyer          | Z                        | a 2'26"   |
| 9    | Heinz Imboden       | Subaru-Montgomery        | a 2'37"   |
| 10   | Eddy Bouwmans       | Panasonic-Sportlife      | s.t.      |